# イオン京都洛南ショッピングセンター
イオン京都洛南ショッピングセンター（イオンきょうとらくなんショッピングセンター）は、京都府京都市南区に所在するショッピングセンターである。

## 概要
1998年（平成10年）7月9日に開業し、その時点でのショッピングセンターの名称は「洛南ショッピングセンター」で核店舗の名称は「ジャスコ洛南店」であった。
核店舗の「ジャスコ洛南店」は2011年（平成23年）3月1日にイオングループの総合スーパーをイオンに店名統一することに伴って「イオン洛南店」に改称した。
また、2013年（平成25年）11月からイオンリテールの運営していた大型ショッピングセンターをイオンモールの運営に委託することになったことに伴って同社の管理運営に移行している。
さらに、2023年8月10日をもって、イオン洛南ショッピングセンターから、イオン京都洛南ショッピングセンターへと名称変更された。